# Municipio de Juan Aldama
El municipio de Juan Aldama es uno de los 58 municipios del estado mexicano de Zacatecas. Se ubica en la región noroeste y limita con los municipios de Francisco R. Murguía, Miguel Auza, Río Grande en el estado Zacatecano y el municipio de Santa Clara en el estado de Durango. La cabecera municipal se localiza en la entidad de Juan Aldama.

## Historia

### Toponimia
El municipio fue nombrado en honor a Juan Aldama, insurgente que peleó al lado de Miguel Hidalgo y Costilla en la independencia de México. También lleva el nombre de la comunidad más grande del municipio, Juan Aldama.

## Geografía
El municipio de Juan Aldama tiene una extensión territorial de 625.6 km², que componen el 0.80 % de la superficie total del estado. Limita al norte con el municipio de Santa Clara en el estado de Durango, al sur con el municipio de General Francisco R. Murguía y Río Grande al este con el municipio de General Francisco R. Murguía y al oeste con el municipio de Miguel Auza.
La mayor parte del terreno es plano con pocas elevaciones y cerros. Hay una cadena montañosa en la cual se destacan los cerros de flores. En cuanto a la fauna, se puede encontrar codorniz, conejo, liebre, cuervo, onza, chanate pecho amarillo, gato montés, puma, coyote, zorro, mapache, paloma güilota y ala blanca, chanate, jabalí, águila, ardilla, tachalote, lisa, gorrión, pájaro carpintero, tecolote, calandria, ave de rapiña entre otros.

## Demográfica
Según el censo del 2020, la población del municipio fue de 19,749 habitantes; 10,184 mujeres y 9,565 hombres. Cerca del 95 % de la población es católica y el resto es de otras religiones cristianas. En este municipio no existen grupos indígenas pero si descendientes directos de ellos. La mayoría de la población se identifica como mestiza. En la mayoría del municipio la gente tiene raíces de los Zacatecos, mientras que en el poblado de Juan Aldama también abundan personas con rasgos de indígenas de Tlaxcala. La migración hacia otras regiones de México y el extranjero es muy dinámica.

### Localidades
El Municipio de Juan Aldama tiene 16 localidades las más pobladas según el censo de 2020 son:
| Localidad                                         | Población |
| Total Municipio                                   | 19 749    |
| Juan Aldama                                       | 15 045    |
| Ojitos                                            | 1 256     |
| General Juan José Ríos (Ciénega de San Francisco) | 1 182     |
| Espíritu Santo                                    | 792       |
| Jalpa                                             | 405       |
| Paradillas                                        | 364       |

Las localidades del municipio y sus códigos postales son:
|                       |               |                        |               |                      |               |
| Localidad             | Código Postal | Localidad              | Código Postal | Localidad            | Código Postal |
| Espíritu Santo        | 98320         | General Juan José Ríos | 98310         | Jalpa                | 98311         |
| Ojitos de Santa Lucía | 98310         | 7 de marzo             | 98304         | Bosques del Pedregal | 98303         |
| El Mesquite           | 98307         | Juan Aldama            | 98300         | Las Jarillas         | 98304         |
| Las Auroras           | 98303         | Magisterial            | 98307         | Nuevo Amanecer       | 98303         |
| Oriente               | 98303         | Valle Verde            | 98307         | Villa Arechiga       | 98307         |

## Política
El municipio de Juan Aldama integra junto con el municipio de Río Grande y Cañitas de Felipe Pescador el distrito local 17 de Zacatecas con cabecera en la ciudad de Río Grande, y a su vez es integrante del distrito federal electoral 1 con cabecera en la ciudad de Fresnillo